# Richard L. Rodriguez
Pour les articles homonymes, voir Richard Rodriguez et Rodríguez.
Richard L. Rodriguez est licencié en Sociologie et Communications de l'Université Loyola de Chicago et possède également une licence en doit du Chicago-Kent College of Law.

## Biographie
À 38 ans, il a été nommé, le 3 novembre 2009, président de la Chicago Transit Authority par le Maire de Chicago Richard M. Daley après une carrière reconnue dans le service de l'aviation à Chicago (Department of Aviation) comme responsable du trafic sur les aéroports de Midway et O'Hare. 
Le 4 aout 2011 il fut démis de ses fonctions par le nouveau maire de Chicago Rahm Emmanuel et remplacé par Forrest Claypool.
Il est désormais actif au département environnement de la ville de Chicago